# Crotalaria nitidula
Crotalaria nitidula är en ärtväxtart som beskrevs av Franz von Paula Schrank. Crotalaria nitidula ingår i släktet sunnhampor, och familjen ärtväxter. Inga underarter finns listade i Catalogue of Life.